# 高松東郵便局
高松東郵便局（たかまつひがしゆうびんきょく）は香川県高松市にある郵便局。民営化前の分類では集配普通郵便局であった。

## 概要
住所：〒761-0199 香川県高松市高松町字角屋2293番地1

## 沿革
- 1874年（明治7年）12月16日 - 牟礼（むれ）郵便取扱所として開設[1]。
- 1875年（明治8年）1月1日 - 牟礼郵便局（五等）となる（現在の牟礼郵便局とは別の郵便局[2]）。
- 1885年（明治18年）6月16日 - 貯金取扱を開始。
- 1890年（明治23年）11月1日 - 為替取扱を開始。
- 1956年（昭和31年）4月1日 - 木田郡牟礼村から高松市高松町に移転[3]。
- 1958年（昭和33年）10月5日 - 電話交換事務の取扱を、高松電信局に移管。
- 1965年（昭和40年）11月16日 - 牟礼大町簡易郵便局の廃止に伴い、取扱事務を承継[2]。
- 1967年（昭和42年）11月1日 - 特定郵便局から普通郵便局に局種別改定。
- 1971年（昭和46年）11月22日 - 高松東郵便局に改称。
- 1974年（昭和49年）10月22日 - 和文電報配達業務を高松電報局に移管。
- 1980年（昭和55年）6月2日 - 庵治郵便局から集配業務を移管。
- 1998年（平成10年）9月1日 - 外国通貨の両替および旅行小切手の売買に関する業務取扱を開始。
- 2007年（平成19年）10月1日 - 民営化に伴い、併設された郵便事業高松東支店に一部業務を移管。
- 2012年（平成24年）10月1日 - 日本郵便株式会社発足に伴い、郵便事業高松東支店を高松東郵便局に統合。

## 取扱内容
- 郵便、印紙、ゆうパック、内容証明
- 貯金、為替、振替、振込、国際送金、国債、投資信託
- 生命保険、バイク自賠責保険、自動車保険、がん保険、引受条件緩和型医療保険
- ゆうちょ銀行ATM
- 「761-01xx」区域（高松市（合併以前からの高松市域の一部、旧牟礼町域、旧庵治町域））の集配業務
- ゆうゆう窓口

## 周辺
- 屋島
- 四国村
- 国道11号
- 相引川

## アクセス
- JR高徳線 古高松南駅から西へ約500m（徒歩約6分）、高松琴平電気鉄道志度線 八栗駅から南西へもしくは古高松駅から東へそれぞれ約800m（徒歩約9分）
- ことでんバス 角屋前停留所下車
- 高松自動車道 さぬき三木IC、高松東ICから北へ約7km
- 駐車場あり：20台